# Acraea ornata
Acraea ornata är en fjärilsart som beskrevs av Abel Dufrane 1945. Acraea ornata ingår i släktet Acraea och familjen praktfjärilar. Inga underarter finns listade i Catalogue of Life.